# سانتا ماريا ديل كامي
بلدية سانتا ماريا ديل كامي (بالإسبانية: Santa Maria del Camí) هي بلدية تقع في منطقة جزر البليار شرق إسبانيا.

## الديموغرافيا
بلغ عدد سكان بلدية سانتا ماريا ديل كامي 6.270 نسمة عام 2011 (وفقاً للمعهد الوطني للإحصاء الإسباني).
| 4.394 | 4.672 | 4.998 | 5.175 | 5.497 | 5.992 | 6.270 |

## أعلام
- جايمي أوليفر